# 5 avril 1904
Le mardi 5 avril 1904 est le 96e jour de l'année 1904.

## Naissances
- Hicks Lokey (mort le 4 novembre 1990), animateur américain
- Mohamed Agha-mir (mort le 24 octobre 1970), personnalité politique franco-algérienne
- Paul Estienne (mort le 6 novembre 1977), politicien belge
- Pinky Silverberg (mort le 16 janvier 1964), boxeur américain
- Steve Wittman (mort le 27 avril 1995), pilote de course aérienne américain
- Xu Xingzhi (mort le 11 décembre 1991), peintre et réalisateur chinois

## Décès
- Adrien de Braekeleer (né le 1er mars 1818), peintre belge
- Ernest de Leiningen (né le 9 novembre 1830), aristocrate allemand
- Frances Power Cobbe (née le 4 décembre 1822), écrivaine irlandaise
- Tom Allen (né le 1er avril 1840), boxeur anglais